# Centropogon hirtiflorus
Centropogon hirtiflorus är en klockväxtart som beskrevs av Emmanuel Drake del Castillo. Centropogon hirtiflorus ingår i släktet Centropogon och familjen klockväxter. Inga underarter finns listade i Catalogue of Life.